# Izjaslav (Oekraïne)
Izjaslav (Oekraïens: Ізяслав, Russisch: Изяслав, Pools: Zasław) is een stad in westen van de Oekraïense oblast Chmelnytsky. Het is de hoofdstad van deze rajon en telt 18.444 inwoners (5 december, 2001, bron: SCS Oekraïne). Izjaslav is gelegen aan weerszijden van de rivier de Horyn.
De stad heeft een lange geschiedenis, die teruggaat tot in het Kievse Rijk.